# Brunnensteinhöhle
Die Brunnensteinhöhle ist eine Höhle auf der Schwäbischen Alb etwa 500 m westlich von Honau, Landkreis Reutlingen, unter dem Schloss Lichtenstein gelegen. Sie weist eine gesamte Länge von 1400 m auf. Die Eingangshöhe beträgt 1 m, die Eingangsbreite 80 cm. Auf den ersten 100 m befinden sich viele Engstellen und Siphons. Die Höhle ist nicht öffentlich zugänglich und schwierig zu befahren.
Unter dem Namen Brunnensteinfelsen an der Schlösslessteige W von Honau ist die Höhle auch als Geotop geschützt.